# النخيل (محافظة الحناكية)
النخيل ويعرف تاريخياً ب نَخل يقع مركز النخيل شمال شرق المدينة المنورة و شمال غرب محافظة الحناكية ويبعد 35 كم عنها ويمر به الطريق الرابط بين محافظتي الحائط والشملي ومحافظة الحناكية كما يمر به طريق المدينة حائل السريع ويمتد المركز على مسافة 65 × 60 كلم فتبعد بعض مناطقه أكثر من 70 كلم 

## الموقع الجغرافي
يقع النخيل شمال شرق المدينة المنورة وتبعد عنها 117 كم. وعن محافظة الحناكية 26 كم. وعن حائل 350 كم.

## التاريخ
سميت النخيل بهذا الاسم اشتقاقا من النخل وهي واحة غناء ماؤها عذب إسمها التاريخي ذي أمر أقام بها جماعة من قريش في عهد بني أميه بها قصر ومزارع للحسن بن علي ، وفي عهد رسول الله نزل بها بني محارب وثعلبة ووقعت بها غزوة ذات الرقاع.
وفي العهد السعودي الزاهر اقطعها الملك عبدالعزيز ال سعود لابن موقد وجماعته من عوف

## النشاط الزراعي
الزراعة في النخيل من أميز الآنشطة في منطقة المدينة المنورة حيث المشاريع الصغيرة والمزارع المميزة في جودة إنتاجها من العنب والتمور حيث يتم تصدير كميات كبيره للخارج إلى المدينة وجدة

## الآودية بالنخيل
هناك عدد من الأودية الرئيسية وهي وادي النخيل ووادي الجفران ( ابوغشاه ) ووادي ذاره ووادي احامر ( المرير ) وجميع هذه الاوديه تنحدر من حرة الرأس الابيض وحرة النخيل غرب وشمال غرب النخيل وتنحدر جنوب شرق باتجاه الحناكيه وتجتمع مع بعضها في اماكن متفرقه لتصبح جميعها وادي واحد الذي يعبر الحناكيه ويسمى وادي الحناكيه وأول ما يجتمع وادي احامر مع وادي ابوغشاه داخل النخيل بمنطقة تسمى المقرن وتبعد عن الحناكيه 65 كم. ثم يجتمع وادي أبو غشاه بوادي النخيل بمنطقة قصيبا وتبعد عن الحناكيه 17 كلم ثم يجتمع بهم وادي ذاره داخل الحناكيه.
وهناك العديد من الاوديه الفرعيه لهذه الاوديه من اهمها وادي الكريزيه ووادي النساء ووادي السليم وجميعها تنحدر من جبال الكريزيه وماحولها ويصبان في وادي ابوغشاه واتجاه سيلها من الشمال للجنوب
كما انه يوجد عدد من الروافد الصغيره والشعبان لوادي النخيل ومن اهمها أبو هشيم وام عواشز وام عش والمروه.

## السدود بالنخيل
يتميز النخيل بكثرة السدود التي انشأها المزارعون مطلع هذا القرن والدولة وعددها أحد عشر سدا وهي سد النحيتة وسد غراب وسد جثليه وسد لحامر وسد ذاره وسد ابوغشاه وسد قصيبا وسد ابوحنك وسد ابوصليله وسد العروس وسد جنوب احامر

## السكان
يبلغ عدد سكان مدينة النخيل بحوالي 20.000 نسمة وسكانها هم قبائل عوف